# Präsidentschaftswahl in Guinea 1998
Die Präsidentschaftswahl in Guinea 1998 fand am 14. Dezember statt.
Amtsinhaber Lansana Conté wurde mit 56,1 % der Stimmen für weitere fünf Jahre in seinem Amt bestätigt.

## Ergebnisse
| Kandidaten                         | Parteien                              | Stimmen   | %    |
| ---------------------------------- | ------------------------------------- | --------- | ---- |
| Lansana Conté                      | Parti de l’unité et du progrès        | 1.455.007 | 56,1 |
| Mamadou Ba                         | Union pour le progrès et le renouveau | 638.563   | 24,6 |
| Alpha Condé                        | Rassemblement du peuple de Guinée     | 429.934   | 16,6 |
| Jean-Marie Doré                    | Union pour le progrès de la Guinée    | 44.476    | 1,7  |
| Charles Pascal Tolno               | Parti du peuple de Guinée             | 24.771    | 1,0  |
| Gesamt                             | Gesamt                                | 2.593.021 | 100  |
|                                    |                                       |           |      |
| Ungültige Stimmen                  | Ungültige Stimmen                     | 63.092    | 2,4  |
| Wähler                             | Wähler                                | 2.656.113 | 71,4 |
| Wahlberechtigte                    | Wahlberechtigte                       | 3.719.197 |      |
|                                    |                                       |           |      |
| Quelle: African Elections Database |                                       |           |      |